# Leichtathletik-Weltmeisterschaften 2013/Teilnehmer (Angola)
| Gelbes Symbol für Goldmedaillen mit stilisierten Olympischen Ringen | Graues Symbol für Silbermedaillen mit stilisierten Olympischen Ringen | Braundes Symbol für Bronzemedaillen mit stilisierten Olympischen Ringen |
| ------------------------------------------------------------------- | --------------------------------------------------------------------- | ----------------------------------------------------------------------- |
| —                                                                   | —                                                                     | —                                                                       |

Der Leichtathletik-Verband Angolas, die Federação Angolana de Atletismo, stellte bei den Leichtathletik-Weltmeisterschaften 2013 in der russischen Hauptstadt Moskau einen Teilnehmer.

## Ergebnisse

### Männer

#### Laufdisziplinen
| Athlet         | Disziplin | Vorlauf     | Vorlauf | Halbfinale         | Halbfinale         | Finale             | Finale             |
| Athlet         | Disziplin | Zeit        | Platz   | Zeit               | Platz              | Zeit               | Platz              |
| -------------- | --------- | ----------- | ------- | ------------------ | ------------------ | ------------------ | ------------------ |
| Manuel António | 800 m     | 1:57,40 min | 46      | nicht qualifiziert | nicht qualifiziert | nicht qualifiziert | nicht qualifiziert |